# Gerhard Beckmann (Publizist)

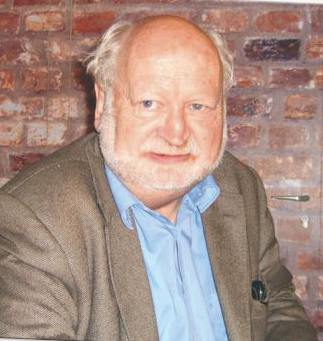
Gerhard Beckmann (2018)

Gerhard Beckmann (* 30. November 1938 in Gütersloh) ist ein deutscher Publizist und Verleger, der insbesondere als Buchverleger und Autor tätig ist. Er wohnt in Görlitz.

## Leben
Gerhard Beckmann wurde als Sohn eines Architekten in Gütersloh geboren und legte nach dem Besuch der Realschule sein Abitur am Friedrich-von-Bodelschwingh-Aufbaugymnasium in Bethel ab. Anschließend studierte er Anglistik, Geschichte und Philosophie an den Universitäten Göttingen, Cambridge und Erlangen, sowie Französisch an der Universität in Lyon.
In erster Ehe war er mit der englischen Sopranistin und Musikpädagogin Mary Elvidge (* 1940) verheiratet, in zweiter Ehe mit Giuliana Broggi (1931–2014), einer italienisch-französischen Verlegerin, die in Mailand bei Feltrinelli und in Paris bei Grasset arbeitete. Nach ihrem Tod war Gerhard Beckmann Lebensgefährte von Ingrid Eska (1931–2022), einer Baukeramikerin und Bildhauerin.

## Anfänge als Journalist
Noch während des Studiums absolvierte Gerhard Beckmann Mitte der 1960er Jahre bei den Nürnberger Nachrichten in Erlangen ein Volontariat und arbeitete als Redakteur, bevor er nach London umzog. Dort war er als Assistent des Herausgebers von ADAM tätig, einer englisch-französischen Zeitschrift für Kunst, Theater, Architektur und Musik. Er wurde fester freier Mitarbeiter der deutschsprachigen BBC.

## Werdegang als Verleger
Im Jahr 1968 wechselte Beckmann in London ins Verlagsgeschäft über, zunächst als Sachbuch-Lektor zur Paul Hamlyn Group, dann als Senior Editor zum Traditionsverlag Longmans Green.
Im Jahr 1972 holte Erwin Barth von Wehrenalp ihn als Verlagsleiter für Claassen und Marion von Schröder in die Econ-Verlagsgruppe nach Düsseldorf. Sechs Jahre später übernahm er die Geschäftsführung der Autoren-Edition in München, wo er dann für Bertelsmann den literarischen Verlag Steinhausen gründete und leitete.
Danach wurde er Chefredakteur der Bücherzeitschrift Titel, bevor er von 1984 bis 1987 als Verleger des Benziger Verlags in die Schweiz ging. Von 1987 bis 1989 arbeitete er als Geschäftsführer des Paul Zsolnay Verlags. „Als Verleger hat er sechs spätere Nobelpreisträger entdeckt, was vorher noch keinem gelungen war“, schrieb das Branchenmagazin BuchMarkt zu seinem 80. Geburtstag.

## Arbeit als Übersetzer
Ab 1990 arbeitete Gerhard Beckmann freiberuflich, vorwiegend als Autor und Übersetzer. Beckmann hat Werke von Graham Greene, James A. Michener, Peter Mayle, Sidney Sheldon, James Patterson und Harold Robbins aus dem Englischen ins Deutsche übertragen.

## Kultur- und Branchenpublizist
Als Journalist hat er u. a. für das Feuilleton von Die Welt, die Süddeutsche Zeitung sowie für das Nachrichtenmagazin Der Spiegel geschrieben. Sein Thema ist in zunehmendem Maße die Welt der Verlage und des Buchhandels. Kritisch setzt Beckmann sich mit den Auswüchsen der Kommerzialisierung im Buchhandel auseinander. Gerhard Beckmann zählt zu den wenigen Branchenjournalisten, die sowohl in den Branchenmedien als auch in der Publikumspresse veröffentlichen. Lange Zeit war Beckmann Chefreporter und Chefkommentator des Branchenmagazins BuchMarkt.

## Die Gladitz-Kontroverse
In einem offenen Brief an den WDR-Intendanten Tom Buhrow forderte Beckmann im Jahr 2021, den Film Zeit des Schweigens und der Dunkelheit von Nina Gladitz der Öffentlichkeit zugänglich zu machen. Der WDR hatte diese Dokumentation über Leni Riefenstahl nach ihrer Erstausstrahlung 1982 über vierzig Jahre in den Archiven gesperrt. Beckmanns Offener Brief war Anstoß zu einem Symposium über Nina Gladitz und ihren Film, das vom Medienzentrum der Universität Freiburg Ende April 2022 veranstaltet wurde. Der WDR musste Die Zeit des Schweigens und der Dunkelheit dafür freigeben. Gladitz’ Film ist eine der wenigen Augen- und Zeitzeugen-Dokumentationen zum Massenmord des NS-Regimes an den Roma und Sinti.

## Werke
- Gerhard Beckmann: 50 Jahre Econ, München 1996, ISBN 3-430-13050-6